# The Blues and the Abstract Truth
 (février 2018).
Albums de Oliver Nelson
Afro/American Sketches
(1962) More Blues and the Abstract Truth
(1964)
The Blues and the Abstract Truth est un album du saxophoniste de Jazz Oliver Nelson, enregistré et publié en  1961.
Enregistrement le plus réputé de Nelson, l'album est basé sur un principe original : jouer sur des structures harmoniques classiques du Jazz (blues et anatole) en adaptant la structure aux idées musicales du compositeur, et non l'inverse. Les compositions et arrangements d'Oliver Nelson font de ce disque une pierre angulaire du Hard bop.
En 2008, le pianiste Bill Cunliffe a sorti The Blues and The Abstract Truth, Take 2, un hommage à l'album de Nelson, avec des arrangements différents.

## Historique
Les pistes qui composent cet album ont été enregistrées au Rudy Van Gelder Studio à  Englewood Cliffs (New Jersey), le 23 février 1961. L’ingénieur du son était Rudy Van Gelder et le producteur Creed Taylor
Cet album a été initialement publié en 1961 par le label Impulse! (A 5).
Le groupe rassemblé par Oliver Nelson contient quelques-uns des meilleurs musiciens de l'époque : le trompettiste Freddie Hubbard, le saxophoniste Eric Dolphy, Bill Evans, Paul Chambers et Roy Haynes. Le nom du saxophoniste baryton George Barrow (en) ne figure pas sur l'avant de la pochette, ce dernier ne prenant aucun solo. Pourtant son jeu est essentiel dans le son de l'album – comme Nelson le reconnait dans les notes de l'album.

## Morceaux de l’album
Toute la musique est composée par Oliver Nelson.
| No | Titre           | Durée |
| -- | --------------- | ----- |
| 1. | Stolen Moments  | 8:46  |
| 2. | Hoe-Down        | 4:43  |
| 3. | Cascades        | 5:31  |
| 4. | Yearnin'        | 6:23  |
| 5. | Butch and Butch | 4:36  |
| 6. | Teenie's Blues  | 6:34  |

## À propos des compositions
Les morceaux sont tous basés soit sur la structure du blues, soit sur celle du morceau I Got Rhythm de George Gershwin (souvent désignée sous le nom d' « anatole »).
Stolen Moments
Le thème du morceau est basé sur une structure de blues en do mineur de 16 mesures. Y succèdent des solos basés sur une structure de blues en 12 mesures. Ce thème est devenu un standard de jazz.
Hoe-Down
Morceau basé sur la structure harmonique du morceau I Got Rhythm. Longue initialement de 32 mesures, cette structure est étendue à 44 mesures sur le thème, puis ramenée à 32 mesures pour les solos. Pour certains, ce morceau est le moins bon du disque, avec son son country, et ses questions-réponses agressives sur des canaux stéréo séparés.
Cascades
Le thème est issu d'un exercice de saxophone composé par le jeune Olivier Nelson alors qu'il apprenait son instrument. Il est long de 56 mesures et de structure AABA, la section A étant de type blues mineur en 16 mesures. L'outro du morceau, longue de 12 mesures, est basée sur la structure harmonique de Stolen Moments, extrait du même album.
Yearnin'
Ce morceau est basé sur la structure d'un blues en do majeur. Il est composé de deux parties, la première sur une structure en 16 mesures, la seconde sur une structure en 12 mesures. C'est le morceau qui « sonne » le plus blues.
Butch and Butch
Dédié à la sœur de Nelson et au mari de celle-ci, ce morceau est un blues classique, sans modification structurelle.
Teenie's Blues
Dédié à la sœur cadette de Nelson, le dernier morceau de l'album est un jeu sur une structure de blues en fa majeur très basique avec seulement trois accords. La mélodie est pourtant conçue pour provoquer un sentiment très fort de tension, puis de résolution. Ce morceau, plus sombre que les autres, combine le mieux le « blues » et la « vérité abstraite », offrant un beau terrain de jeu pour Eric Dolphy.

## Personnel
- Oliver Nelson : saxophone alto, saxophone tenor
- Freddie Hubbard : trompette
- Eric Dolphy : saxophone alto, flute
- George Barrow (en) :  saxophone baryton
- Bill Evans  : piano
- Paul Chambers : contrebasse
- Roy Haynes : batterie